# Manuela Malerba
Manuela Malerba (Catania, 6 marzo 1976) è una pallavolista e giocatrice di beach volley italiana.

## Biografia
In coppia con Margherita Chiavaro, è stata campionessa italiana di beach volley nel 2003 e vicecampionessa nel 2005.
In campionato indoor, Manuela ha giocato con la Radio Fantastica Etna di Linguaglossa in Serie B2 nel 2001-02 e nel 2002-03; nel 2005-06 ha giocato ancora in B2 con la TTTLines-Lesv Piaggio Catania.
Per il beach volley, Manuela ha iniziato nel 2001 con Margherita Chiavaro, con cui ha conquistato un terzo posto al campionato italiano. Sempre con Chiavaro ha partecipato al campionato europeo di beach volley 2001 che si è svolto dal 6 settembre al 9 settembre a Jesolo. Nel 2002, allenata da James Martins, è stata in coppia con la brasiliana Tania Souza e ha ottenuto due secondi posti e un terzo, gareggiando anche al Sikania Cup. Nel 2003 torna in coppia con la Chiavaro e vince le finali scudetto a Cagliari contro la coppia Marini-Isidori con un inaspettato 2-0.
Nel 2004 la coppia conclude al terzo posto assoluto e nel 2005 sono ancora in finale, ma vengono battute da Laura Bruschini e Diletta Lunardi. Vincono in compenso l'Open di Fermo. Nel 2006, dopo aver dominato tutte le fasi, cedono ai quarti di finale e il campionato (Beach Tour) viene vinto da Lucilla Perrotta e Daniela Gattelli.